# Arms and the Woman (film 1916)
Arms and the Woman è un film muto del 1916 diretto da George Fitzmaurice, ambientato durante la prima guerra mondiale.
Il film segna il debutto cinematografico di Edward G. Robinson, impegnato qui in un ruolo minore, quello di un operaio.

## Trama
Rozika, una bella ragazza ungherese dalla bellissima voce, emigra negli Stati Uniti con il fratello Carl. Lì, vive cantando per le strade e in un saloon del Lower East Side di New York. La sua voce affascina David Trevor, il proprietario di una fabbrica di munizioni che le paga gli studi di canto e poi la sposa, dopo che la sua protetta è diventata una diva della lirica.
Scoppia la guerra in Europa. Rozika si rende conto che le munizioni fabbricate dal marito andranno agli alleati e verranno impiegate contro il suo paese. Lo supplica allora di rifiutare gli ordinativi. Ma lui la ignora. Carl, nel frattempo, ritorna dall'Ungheria dove, in una rissa, ha ucciso un uomo. Unitosi a un gruppo di terroristi, è stato incaricato di far saltare in aria la fabbrica del cognato. Rozika, che ha scoperto il suo piano, cerca di fermarlo.
La fabbrica salterà per aria dopo una serie di inseguimenti, sparatorie, omicidi e interventi di spie tedesche. Ferito e rovinato, Trevor la prende con filosofia, perché l'origine dei suoi dissapori con la moglie non esiste più: È meglio così, dichiara.

## Produzione
Il film fu prodotto dall'Astra Film. Venne girato a New York.

## Distribuzione
Distribuito dalla Pathé Exchange, il film uscì nelle sale cinematografiche USA il 26 novembre 1916.